# Bošnjaci
Bošnjaci (Hongaars: Bosnyaci) is een gemeente in de Kroatische provincie Vukovar-Srijem.
Bošnjaci telt 4653 inwoners. De naam van de gemeente verwijst naar de Bosniakken; de gemeente is echter voor 98 % bewoond door Kroaten.
Steden (gradovi): Ilok · Otok · Vinkovci · Vukovar · Županja

Gemeenten (općine): Andrijaševci · Babina Greda · Bogdanovci · Borovo · Bošnjaci · Cerna · Drenovci · Gradište · Gunja · Ivankovo · Jarmina · Lovas · Markušica · Negoslavci · Nijemci · Nuštar · Privlaka · Stari Jankovci · Stari Mikanovci · Štitar · Tompojevci · Tordinci · Tovarnik · Trpinja · Vođinci · Vrbanja